# Salwa Smaoui
Salwa Smaoui, née dans les années 1960, est une dirigeante d'entreprise tunisienne active dans le domaine informatique.
En 2019, elle intervient pendant quelques semaines sur la scène politique, animant la campagne électorale présidentielle de son mari Nabil Karoui, candidat à l'élection présidentielle alors qu'il est emprisonné.

## Biographie
Originaire de Gafsa, elle est la fille d'un cadre de l'industrie du phosphate. Elle effectue des études supérieures aux États-Unis, se formant à l'ingénierie industrielle à l'université d'État de l'Oklahoma,.
Revenue en Tunisie, elle est, à partir de 1992, directrice des technologies à Canal+ Horizons Tunisie, puis, de 2001 à 2003, directrice business development au sein du groupe Alcatel. Elle se marie à l'homme d'affaires Nabil Karoui. Elle travaille ensuite pour le groupe Loukil, puis fonde Noor, une filiale du groupe Karoui & Karoui  (fondé par son mari) spécialisée dans les services interactifs.
En 2006, elle rentre chez Microsoft pour prendre la direction de Microsoft Tunisie,,. En 2011, elle devient directrice générale de Microsoft Advesting & Online pour la région Moyen-Orient et Afrique. Pour certains, ce changement de poste est une mise en retrait à la suite des révélations de WikiLeaks selon lesquelles elle aurait signé au nom de Microsoft, en septembre 2006, un contrat avec le gouvernement tunisien sur des outils de contrôle d'Internet,,.
En 2011, à la suite de la diffusion par la chaîne de télévision Nessma, créée et dirigée par son mari Nabil Karoui, du film Persepolis, des salafistes attaquent leur domicile familial. En 2016, son fils de 20 ans, Khalil Karoui, meurt dans un accident de voiture, alors qu'elle est en déplacement en Afrique du Sud pour son travail.
En juin 2019, son mari annonce sa candidature à l'élection présidentielle. En juillet, il est accusé de blanchiment d'argent et de fraude fiscale. En août, il est emprisonné. C'est alors son épouse qui, posant un congé, lance et anime sa campagne électorale, tout en lui rendant visite une fois par semaine à la prison de Mornaguia, près de Tunis. Pour elle, son mari est un prisonnier politique, un candidat à la présidentielle qui gêne par sa popularité, même si elle reconnaît qu'il peut déraper quelquefois : « Je suis sa femme, mais je suis aussi sa plus grande critique », affirme-t-elle, et de poursuivre : « il peut être borderline car il est un agitateur d'idées ». À l'issue de cette campagne, son mari est qualifié pour le second tour de l'élection,. Finalement libéré début octobre, entre les deux tours, Nabil Karoui est battu au second tour.